# Bengt Ribbing (död 1722)
Bengt Ribbing, född omkring 1650, död 10 september 1722, var en svensk militär.
Bengt Ribbing var son till landshövdingen Gustaf Ribbing och Christina Pauli. Han blev fänrik vid Upplands regemente 1672, löjtnant där 1673, kaptenlöjtnant 1676, kapten samma år och major 1678. Ribbing blev överstelöjtnant vid Jämtlands dragonregemente 1679 och var överste och chef för samma regemente 1705–1710. Han skrev sig till Valsta i Odensvi socken i Västmanlands län. Ribbing är begraven i Odensvi kyrka.